# Унтербергла
Унтербергла (нем. Unterbergla) — коммуна в Австрии, в федеральной земле Штирия. 
Входит в состав округа Дойчландсберг.  Население составляет 1444 человека (на 31 декабря 2005 года). Занимает площадь 22,97 км². Официальный код  —  60339.

## Политическая ситуация
Бургомистр коммуны — Эрнст Лайтнер (АНП) по результатам выборов 2005 года.
Совет представителей коммуны (нем. Gemeinderat) состоит из 15 мест.
- АНП занимает 10 мест.
- СДПА занимает 5 мест.